# Стрєлиця (Нижньогородська область)
Стрєлиця (рос. Стрелица) — село в Ветлузькому районі Нижньогородської області Російської Федерації.
Населення становить 36 осіб. Входить до складу муніципального утворення Мошкинська сільрада.

## Історія
Від 2009 року входить до складу муніципального утворення Мошкинська сільрада.

## Населення
| 1897 | 1907 | 1999 | 2002 | 2010 |
| ---- | ---- | ---- | ---- | ---- |
| 36   | ↗43  | ↗52  | ↗54  | ↘36  |